# Église de l'Ascension de Čurug
Pour les articles homonymes, voir Église de l'Ascension.
L'église de l'Ascension de Čurug (en serbe cyrillique : Црква светог Вазнесења Вазнесења Господњег у Чуругу ; en serbe latin : Crkva svetog Vaznesenja Vaznesenja Gospodnjeg u Čurugu) est une église orthodoxe serbe située à Čurug, près de Žabalj, en Serbie et dans la province de Voïvodine. Construite au milieu du XIXe siècle, elle est inscrite sur la liste des monuments culturels d'importance exceptionnelle de la république de Serbie (identifiant no SK 1207).

## Architecture
L'église de l'Ascension, conçue par l'ingénieur militaire Joseph Kraft, a été terminée en 1862. Elle est constituée d'une nef unique aux proportions monumentales dans laquelle domine le style néo-classique avec quelques éléments néo-Renaissance. La nef est prolongée d'une abside demi-circulaire tandis que le porche, à l'ouest, est dominé par trois tours. Le porche, monumental, est surmonté d'un fronton soutenu par quatre colonnes dotées de chapiteaux corinthiens. Des portiques décoratifs précèdent également les entrées latérales de l'édifice. Les fenêtres sont ornées de motifs floraux.

## Iconostase
L'église de l'Ascension abrite une grande iconostase en marbre blanc, conçue par Mihailo Valtrović et peinte par Đorđe Krstić dans les années 1890.